# Joris Hébrard
Pour les articles homonymes, voir Hébrard.
Joris Hébrard, né le 31 mai 1982 à Avignon (Vaucluse), est un homme politique français.
Membre depuis 2007 du Rassemblement national (Front national jusqu'en 2018), il est maire du Pontet à partir de 2014. Il est réélu en 2015 à la suite de l'annulation de son élection, puis de nouveau en 2020. Il est également conseiller départemental de Vaucluse avec Danielle Brun de 2015 à 2022 dans le canton du Pontet.
Il est élu député dans la 1re circonscription de Vaucluse lors des élections législatives de 2022. Il siège au sein du groupe RN. Il redevient maire du Pontet en mai 2023 et  abandonne son mandat de député.

## Biographie

### Jeunesse et formation
Joris Hébrard naît le 31 mai 1982 à Avignon.
Il se présente comme « pontétien depuis quatre générations et fils d’artisan ». Il s'est encarté au Front national en 2007 ; il indique avoir été plutôt de gauche lorsqu'il était étudiant et être « le premier de [sa] famille à [s]’engager politiquement ».
Kinésithérapeute de profession, il est interdit d'exercer depuis la mi-septembre 2021, étant hostile à la vaccination contre la Covid-19 qui est obligatoire pour les professionnels de santé.

### Maire du Pontet

#### Premier mandat (2014-2020)
Joris Hébrard est élu maire du Pontet après les élections municipales de 2014 : sa liste recueille 42,62 % des voix au second tour dans le cadre d'une triangulaire, avec sept voix d'avance sur la liste UMP de Claude Toutain (42,52 %), et devant la liste divers droite de Frédéric Quet (14,84 %),. Son élection est favorisée par la lutte interne au sein de la droite classique, le maire UMP Alain Cortade ayant décidé de quitter son siège quatre mois avant les municipales, et par la dégradation du tissu économique local. Pour l'universitaire Christèle Marchand-Lagier, Joris Hébrard fait partie des élus « issus de la société civile qui tirent profit du fort ressentiment » envers les politiques traditionnels et d'« un sentiment de relégation à la périphérie, d'abandon ».
Il voit son élection invalidée en raison de signatures litigieuses sur les listes d'émargement. Il est réélu le 31 mai 2015 dès le premier tour, avec 59,43 % des voix. Le Monde relève qu'il « a profité de cette nouvelle élection pour lisser son image, en se séparant de deux conseillers municipaux qui avaient eu maille à partir avec des élus de l'opposition et en donnant un accent social à son programme avec la création d'une mutuelle pour les habitants ». Pour Joël Gombin, « cette confirmation montre [...] que l'élection d'un édile frontiste ne signifie pas nécessairement le début des déconvenues pour le Front national. Au contraire, cela semble souvent être le début d'un processus de réorganisation complète de l'échiquier politique local. En particulier, comme on le voit dans ce cas, la droite traditionnelle disparaît progressivement, tandis que la gauche ne profite pas d'une contre-mobilisation ».
Dès sa prise de fonction, Joris Hébrard suscite une polémique en supprimant la gratuité de la cantine scolaire aux foyers démunis ; il se justifie en indiquant qu'« avec les aides sociales que touchent les familles, elles peuvent payer le demi-tarif qui est à 1,57 euro le repas »,. Certains médias prennent cette mesure comme exemple du lunch shaming, une pratique consistant à humilier les enfants dont les parents n'arrivent pas à payer les frais de cantine,. Durant sa première année de mandat, il augmente les effectifs de la police municipale (de 11 à 17), allonge ses plages horaires et renouvelle son matériel en bénéficiant de la réserve parlementaire de Marion Maréchal-Le Pen, celle-ci étant pourtant élue dans une autre circonscription,,. Il impose des heures de fermeture aux épiceries de nuit. Il supprime à partir de 2015 la prime de fin d'année, l’équivalent d’un treizième mois, des employés municipaux, dont une grande majorité est rémunérée aux alentours du salaire minimum.
Après son élection en 2014, le conseil municipal vote une délibération augmentant ses indemnités de maire de 44 %, ainsi que celles de ses adjoints : Joris Hébrard met en avant la baisse intervenue sous le mandat du maire précédent en raison du cumul de ses mandats mais cette augmentation est finalement annulée, la préfecture de Vaucluse la jugeant contraire au Code général des collectivités territoriales. En septembre 2014, la municipalité annonce la fin de l'organisation du Téléthon dans la commune : Joris Hébrard justifie cette mesure par des besoins financiers,.
En 2016, il annonce une présence policière renforcée. Sa gestion de la municipalité emprunte au modèle mis en place par Jacques Bompard à Orange, avec comme priorités la proximité, la sécurité et l'embellissement du centre-ville ; Le Ravi estime ainsi que Joris Hébrard « multiplie les artifices : visites de quartiers, marché de Noël pharaonique, Père Noël dans les écoles ou encore rénovation du clocher d’une église ». Son directeur de cabinet est Xavier Magnin, qui occupait auparavant la même fonction auprès de Jacques Bompard à Orange. L'universitaire Christèle Marchand-Lagier prend Joris Hébrard comme exemple des « jeunes têtes de liste » mises en avant par le FN lors des municipales de 2014 : « Cet affichage fonctionne d'autant mieux que ces nouvelles recrues sont managées par des cadres compétents. Dans ce cas précis, c'est Xavier Magnin qui est aux commandes » ; elle relève ainsi que « les enquêtes menées auprès de ce candidat lors des élections municipales de 2014 ont pu témoigner du fait que les entretiens accordés l'ont été sous le contrôle et la supervision de Xavier Magnin, présent à chacune des rencontres et monopolisant la parole ».
La chercheuse Jessica Sainty souligne que les électeurs du Pontet « ne voient pas forcément la différence [...] entre la politique menée par le RN et celle de LR », et considère que Joris Hébrard n'a pas mené « une politique de coups d’éclat, en tout cas pas autant que Robert Ménard, mais une politique de droite assez classique, en insistant beaucoup sur le côté gestionnaire ».

#### Second mandat (2020-2022)
Soutenu par le Rassemblement national (ex-FN) et par La Droite populaire, il se présente, pour un second mandat, aux élections municipales de 2020 et fait face à deux adversaires sans étiquette : Jean-Firmin Bardisa, vice-président du Grand Avignon (soutenu par La République en marche et le Parti socialiste), et Caroline Grelet-Joli, élue d’opposition et attachée parlementaire du sénateur LR Alain Milon,.
La liste conduite par Joris Hébrard l’emporte au premier tour, le 15 mars 2020, avec 57,20 % des voix. Le Courrier des maires estime qu'il a « bénéficié d'une forte abstention mêlée à la prime au sortant », mais également que « son implantation-éclair témoigne de la facilité avec laquelle le Rassemblement national a su policer son image et bousculer le jeu politique local, en récupérant une partie des voix de la droite classique ». Il est réélu maire par le conseil municipal le 26 mai suivant.
En septembre 2020, il figure sur la liste du RN aux élections sénatoriales dans le Vaucluse.
Se revendiquant « covido-sceptique », il dénonce la « dictature sanitaire » mise en place par le gouvernement dans le contexte de la pandémie de Covid-19, et affirme qu'« aucune étude sérieuse [ne] montre que le port du masque est efficace », alors que le RN a longtemps fustigé le manque de masques en France. Il est plusieurs fois rappelé à l'ordre par le préfet. En décembre 2020, son opposant Jean-Firmin Bardisa quitte le conseil municipal pour protester contre le fait qu'il ne porte pas de masque.
Il démissionne de ses fonctions de maire le 5 septembre 2022 pour être en conformité avec les dispositions légales sur le cumul des mandats, en raison de son élection comme député. Son premier adjoint Patrick Suisse lui succède au poste de maire, et il reste adjoint.

#### Retour à la mairie du Pontet (2023)
À la suite de la démission de Patrick Suisse le 4 avril 2023, il est réélu maire le 4 mai 2023. Seul candidat au poste, il n'obtient que 17 voix sur 33 : 10 élus de sa majorité s'abstiennent, ce que La Provence qualifie de « camouflet ».

### Conseiller départemental de Vaucluse (2015-2022)
Lors des élections départementales de mars 2015, Joris Hébrard, en binôme avec Danielle Brun, est élu conseiller départemental de Vaucluse dans le canton du Pontet avec 53,7 % des voix au premier tour ; au Pontet, le binôme recueille 58 % des voix, améliorant ainsi de 500 voix le score du FN aux élections municipales de 2014.
Candidats à leur succession dans le canton du Pontet lors des élections départementales de juin 2021, Danielle Brun et Joris Hébrard obtiennent 59,8 % des suffrages exprimés au premier tour, mais la forte abstention ne leur permet pas d'être directement élus ; le binôme l'emporte au second tour avec 59,5 % des voix.

### Vice-président de la communauté d'agglomération du Grand Avignon
Joris Hébrard est deuxième vice-président du Grand Avignon, la communauté d'agglomération, de 2014 à 2019 puis de 2020 à 2022.
Après son élection en 2014, il est élu à ce poste avec les voix des 30 élus de la droite, tandis que le FN a voté à la présidence en faveur de Jean-Marc Roubaud (UMP) face à la nouvelle maire PS d'Avignon, Cécile Helle : pour La Provence, Roubaud et Hébrard ayant obtenu le même nombre de voix (43 sur 72), « l'existence d'un accord préalable UMP-FN relève donc de l'évidence mathématique » ; de son côté, Jean-Marc Roubaud réfute tout « accord » en amont avec le FN et indique qu'un accord a été prévu « pour ne présenter qu’un candidat par commune pour les vice-présidences ». Après sa réélection comme maire du Pontet en 2015, Joris Hébrard est réélu vice-président de l'intercommunalité en recueillant 32 voix, dont 3 voix issues des élus de gauche alors que celle-ci avait prévu de dénoncer l'accord prévoyant d'accorder une vice-présidence à chaque commune.
Lors du renouvellement du bureau en 2019 consécutif à la démission de Jean-Marc Roubaud, il perd sa vice-présidence au profit de Jean-Firmin Bardisa, son principal opposant municipal, par 27 voix contre 22, ce qui est une surprise pour la presse locale,. Le nouveau président décide en effet d’exclure le RN des vice-présidences, ce que la chercheuse Jessica Sainty interprète comme « la volonté cynique de ne pas avoir à afficher d’alliance avec le RN à la veille des élections municipales ». Joris Hébrard dénonce « un déni de démocratie » et met en cause « le vote unanime des élus socialistes de la Ville d’Avignon ». Pour Le Dauphiné, ce choix rompt « l’accord de début de mandature, actant que les vice-présidences soient occupées par chaque maire des communes ».
Après les élections municipales en 2020, alors que le maire divers droite de Vedène remporte la présidence de la communauté d’agglomération face à Cécile Helle après que le RN a choisi de ne pas présenter de candidat, Joris Hébard obtient la deuxième vice-présidence. Cette situation est identique à celle de 2014. Il est délégué aux travaux (voirie et bâtiments).

### Député de la1recirconscription de Vaucluse
Aux élections législatives de 2022, Joris Hébrard est investi pour le RN dans la première circonscription de Vaucluse, ayant été préféré à Anne-Sophie Rigault, conseillère municipale RN d'Avignon : selon Le Dauphiné libéré, le choix « n’a pas fait un pli. Maire du Pontet réélu haut la main, conseiller départemental depuis deux mandats, il est celui à qui tout réussi. Peu clivant, il ne fait pas parler de lui ni en interne ni dans les prétoires ». Le 19 juin 2022, il est élu député en obtenant 51,14 % des suffrages au second tour face à Farid Faryssy (Nupes). Libération relève qu'il emploie comme assistante parlementaire Nina Smarandi, une militante proche de la mouvance néonazie,.
Joris Hébrard est vice-président du groupe d’amitié France-Turquie de l'Assemblée nationale.
En mars 2023, le magazine Le Point annonce qu'il va quitter l’Assemblée nationale. Cette décision interviendrait après des révélations concernant sa participation à l'inauguration d'une mosquée franco-turque dans sa circonscription, au Pontet. L'initiative est condamnée tant par la présidente du groupe RN au Palais-Bourbon, Marine Le Pen, que par le président du parti, Jordan Bardella, et conduit le bureau exécutif du Rassemblement national à le sanctionner d'un blâme.
Sa démission devient effective le 3 juin 2023 « pour cause d’incompatibilité prévue aux articles LO 137, LO 137-1, LO 141 ou LO 141-1 du code électoral ».